# Sulle tracce del lupo
Sulle tracce del lupo (Soul Eater) è un libro per ragazzi della scrittrice Michelle Paver, pubblicato in Italia da Arnoldo Mondadori Editore. 
Fa parte della saga Cronache dell'era oscura che comprende libri come: La magia del lupo, Il ritorno del lupo, Il coraggio del lupo, La promessa del lupo e Il destino del lupo.

## Trama
Durante una battuta di caccia Lupo viene catturato dai divoratori di anime, Torak e Renn dovranno fare di tutto per salvarlo anche perché scopriranno il loro terribile piano: sacrificare i nove  cacciatori (compiendo il più terribile dei crimini) per liberare i demoni.